# Wasdow
Wasdow è una frazione del comune tedesco di Behren-Lübchin, nel Meclemburgo-Pomerania Anteriore. Costituì un comune autonomo fino al 5 settembre 2011.